# 昭和自動車

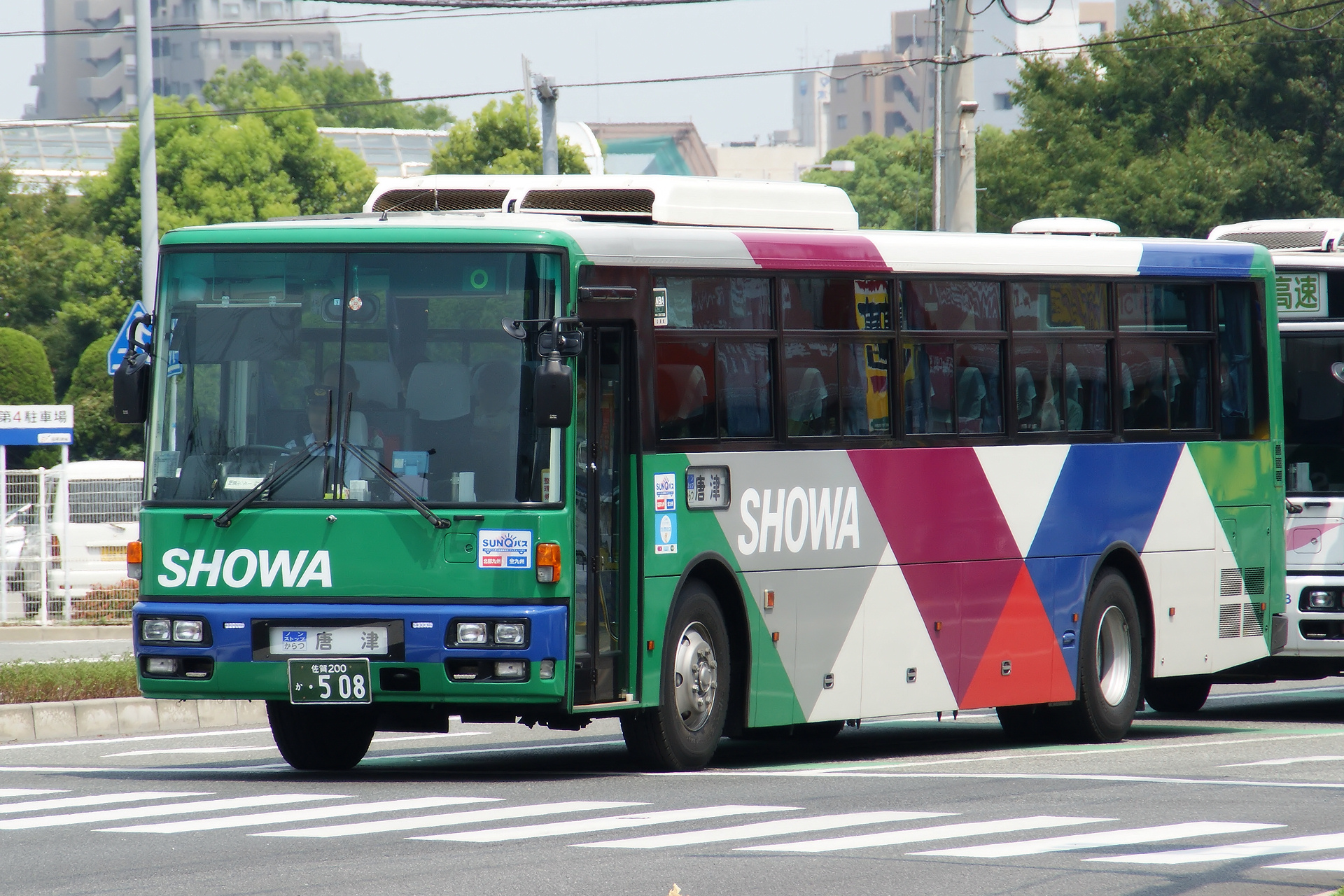
一輛隸屬於昭和自動車的路線公車。2008年時攝於福岡市內。

昭和自動車股份有限公司（昭和自動車株式会社，公司正式英文名：Showa Bus Co.,Ltd）是一家總公司設於日本佐賀縣唐津市千代田町的公路交通業者。1937年創立、通常簡稱為昭和巴士（昭和バス）的該公司，是以佐賀縣中北部、福岡縣西部與長崎縣松浦市鷹島町作為主要服務範圍，經營路線公車或是遊覽車的出租業務，也是該地區規模最大的巴士運輸業者。
除了巴士業務之外，以昭和自動車為核心事業的昭和集團（昭和グループ）也涉足了像是計程車、物流、豐田汽車的地區經銷商、租車、加油站、超級市場與旅館經營等各種事業。集團的經營者金子家族是唐津市當地的望族，其中公司創始人金子道雄曾擔任三任、為期共12年的唐津市長。

## 外部連結
- 昭和自動車官方網站 （页面存档备份，存于）（日語）
- 昭和集團官方網站 （页面存档备份，存于）（日語）